# 机械传动国家重点实验室
机械传动国家重点实验室是位于重庆大学的中国国家重点实验室。机械传动国家重点实验室于1988年由原国家计委批准筹建，1991年建成通过国家验收并正式对外开放，1997年，2002年，2008年三次通过国家评估。
实验室主要开展以下三方面的研究：
- 机械传动基础理论及应用研究，主要是机械传动的啮合理论、失效机理、性能评价与设计方法、制造技术和创立新型传动系统等研究；
- 现代传动理论和技术研究，主要是新兴技术，如微电子、计算机、自动控制、新材料等与机械传动相结合的研究；
- 机械及传动系统信息和控制的研究，主要是机械设计信息化及网络化，现代机械测试测量系统理论与设计方法，故障诊断及状态监控等。